# 亚历山大·康斯坦丁诺维奇·伊万诺夫
亚历山大·康斯坦丁诺维奇·伊万诺夫（羅馬化：Aleksandr Konstantinovich Ivanov；1989年7月22日—）
是俄罗斯举重运动员。曾参与2012年伦敦夏季奥运会等国际赛事。
他最初在2012年夏季奥运会上获得男子94公斤级银牌，总成绩409公斤（抓举185公斤+挺举224公斤）。2016年7月27日，国际举联报告称，在国际奥委会第二波兴奋剂重新采样中，伊万诺夫的类固醇脱氢氯甲基睾酮检测呈阳性。2016年9月14日，伊万诺夫被剥夺了奥运会银牌。